# بير ياكوبسون
بير ياكوبسون (بالسويدية: Per Jacobsson )‏ (و. 1894 – 1963 م) هو عالم اقتصاد، وسياسي، من السويد، توفي في لندن، عن عمر يناهز 69 عاماً.

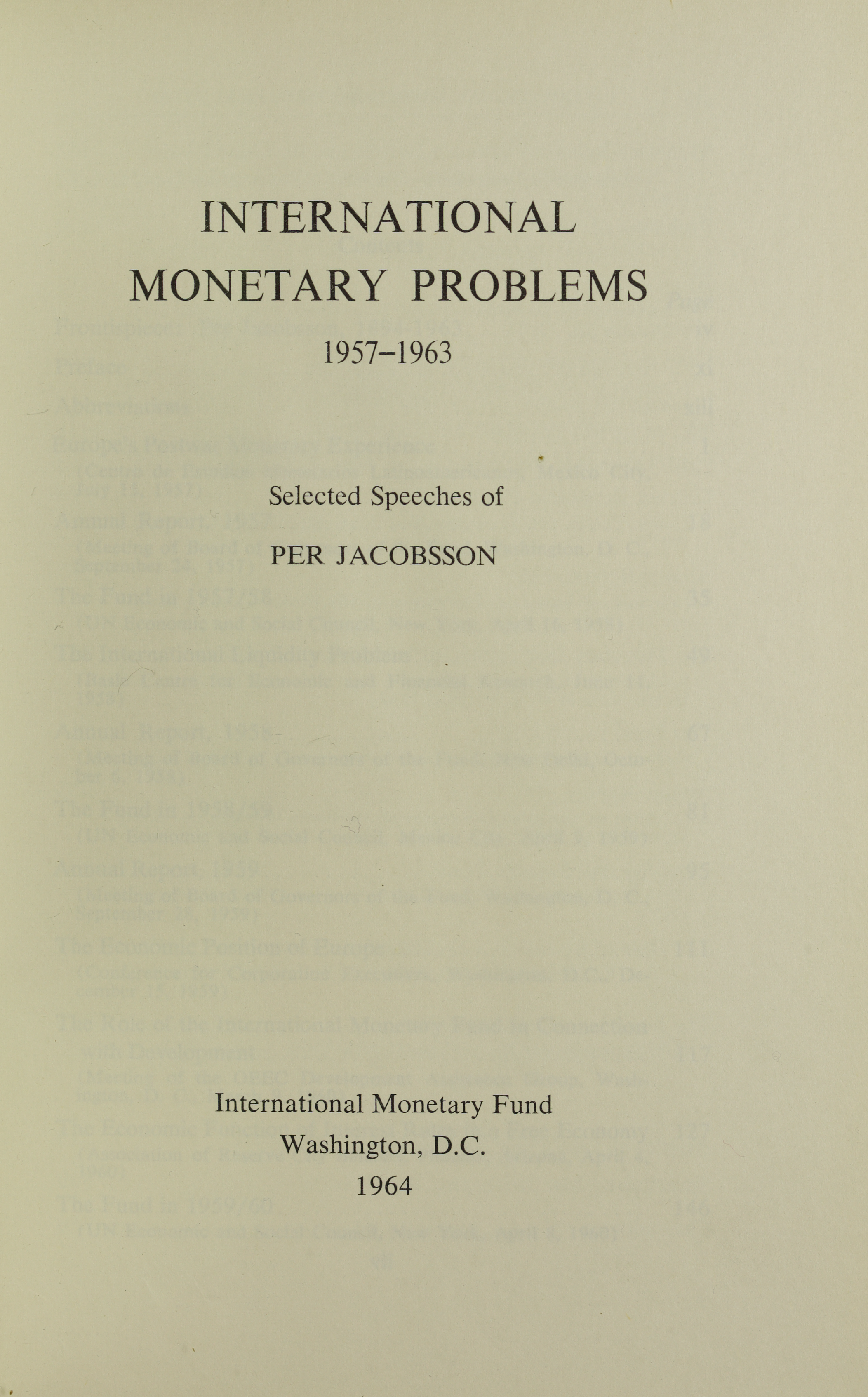
International monetary problems, 1964

## مناصب
تولى منصب المدير العام لصندوق النقد الدولي ‏.

## التعليم
تعلم في جامعة أوبسالا.

## روابط خارجية
- بير ياكوبسون على موقع الموسوعة البريطانية (الإنجليزية)
- بير ياكوبسون على موقع مونزينجر (الألمانية)